# Изола Пескароли (Кремона)
Изола Пескароли је насеље у Италији у округу Кремона, региону Ломбардија.
Према процени из 2011. у насељу је живело 107 становника. Насеље се налази на надморској висини од 32 м.